# إيرل هيبنر
إيرل هيبنر (بالإنجليزية: Earl Hebner)‏ حكم مصارعة محترفة أمريكي كان يعمل في اتحاد الدبليو دبليو أي من عام 1988 إلى 2005.

## روابط خارجية
- إيرل هيبنر على موقع CageMatch worker (الإنجليزية)
- إيرل هيبنر على موقع عالم المصارعة على الإنترنت (الإنجليزية)
- إيرل هيبنر على موقع عالم المصارعة على الإنترنت (الإنجليزية)

- إيرل هيبنر على موقع IMDb (الإنجليزية)
- إيرل هيبنر على موقع قاعدة بيانات الفيلم (الإنجليزية)
- إيرل هيبنر على موقع كينوبويسك (الروسية)